# Głos Plastyków
Głos Plastyków – ilustrowany miesięcznik poświęcony sztukom plastycznym.
Czasopismo było wydawane przez Związek Zawodowy Polskich Artystów Plastyków w Krakowie od roku 1930 do II wojny światowej, a po wojnie wznowione w Warszawie, gdzie wychodziło do 1948. Od 1938 roku było wydawane jako półrocznik. 
Pierwszy numer pisma nosił tytuł: Halo-halo. Plastycy mówią, kolejne numery: Halo. Głos Plastyków, a począwszy od numeru piątego Głos Plastyków z podtytułem Organ Związku Plastyków w Krakowie. 
Początkowo pismo redagowane było przez Tadeusza Cybulskiego, a od roku 1932 przez komitet redakcyjny, w którego skład wchodzili m.in. Jan Cybis, Henryk Gotlib, Józef Jarema, Zbigniew Pronaszko, Tadeusz Seweryn, Adolf Szyszko-Bohusz. Zakres tematyczny publikowanych w nim artykułów obejmował sztukę współczesną; na łamach pojawiały się także polemiki, krytyki, biografie i porady.